# Koncert pro Šéfa
Koncert pro Šéfa (v anglickém originále Chef Aid) je čtrnáctý díl druhé řady amerického komediálního animovaného televizního seriálu Městečko South Park. 

## Děj
Šéf zaslechne Erica si zpívat píseň Uzké trubky. Eric mu řekne, že je to písnička Alanis Morissetteové. Šéf vysvětlí, že tu samou píseň vytvořil už před 20 lety. Tvrdí, že mu nejde o peníze ale jen o autorská práva. Když to ukáže Capitalist Records, vydavatelství ho zažaluje. Šéfa u soudu zastupuje Kyleův otec Gerald Broflovski a žalobu Johnnie Cochran. Šéf je uznán vinným a je mu uložena lhůta 24 hodin pro zaplacení pokuty 2 milionů dolarů. Šéf se snaží získat peníze skrze prostituce, ale dokáže si vydělat jen 410 300 dolarů. Stan, Kyle, Eric a Kenny za stejnou dobu pro šéfa vyprodali tyčinky za 95 dolarů, ale součet peněz stále nestačil, a tak jde Šéf do vězení. Mezitím v domě pana Garrisona někdo neustále ubližuje panu Větvičkovi. Garrison zjistí, že to byl pan Klobouk. Pohádá se s ním kvůli tomu a vyhodí ho z domu. Lidé si toho všimnou a Garrison skončí ve vězení se Šéfem. Elton John, kterého Šéf před jeho hudební kariérou ovlivnil, od kluků zaslechl, že Šéf potřebuje pomoc. Zavolal dalším hudebním celebritám a zorganizoval s nimi nadaci na najmutí Johniea Cochrana pro Šéfa. V tu dobu pan Klobouk dostane z vězení Šéfa i pana Garrisona. Šéf vidí hudební vystoupení a doufá, že se vybere dostatek peněz. Ředitel Capitalist Records ale podřeže stojan placu, kde se vystupuje, a tím koncert skončí. V davu lidí je však sám Johnnie Cochran, který se Šéfovi sám zadarmo nabídne. Šéf soud s Capitalist Records vyhraje. Dostane svobodu a autorská práva k písni. Po procesu se rád vrací ke svým věcem.